# The Falling Man
The Falling Man (« L'homme qui tombe ») est une photographie prise par le photographe d'Associated Press Richard Drew, d'un homme tombant en chute libre de la tour nord du World Trade Center à 9 h 41 min 15 s pendant les attentats du 11 septembre 2001 à New York aux États-Unis. Elle a été publiée dès le 12 septembre dans de nombreux médias, notamment le New York Times.

## Description
Le sujet de la photographie est l'une des personnes piégées dans les étages supérieurs des gratte-ciel et qui ont apparemment choisi de sauter plutôt que de mourir dans l'incendie, avant l'effondrement des tours. Pour certains, il s'agit probablement de Jonathan Briley, le frère du chanteur Alex Briley, qui travaillait dans le restaurant de la tour nord Windows on the World comme technicien du son,,. Cependant, en 2016, quinze ans après les faits, les médias font état de l'incertitude qui continue d'entourer l'identité de l'« homme qui tombe »,. Il s'agit en tout cas de l'une des seules images montrant une victime des attentats du 11 septembre 2001 en train de mourir.
Près de 200 personnes auraient fait un geste similaire ce jour-là, soit un quinzième des victimes, avant l'effondrement des tours,,. Le fait qu'ils aient préféré se donner la mort plutôt qu'attendre de brûler pourrait rapprocher leur geste d'un suicide (appelés dans ce cas « sauteurs », soit « jumpers » en anglais) ; en réalité, l'alternative (vivre ou mourir) n'existait plus pour eux, car ils se savaient condamnés au moment de sauter. L'hypothèse d'un sauvetage par hélitreuillage était peu probable à ce stade, d'autant plus que les toits étant inaccessibles, il aurait fallu l'effectuer difficilement depuis les fenêtres. Ils ont donc été considérés comme « assassinés »,, comme tous les autres morts dans ces attentats, sauf les pirates de l'air.
Un documentaire intitulé 9/11: The Falling Man (2006) réalisé par Henry Singer (en) et Richard Numeroff est consacré à cette photographie. Un roman, L'Homme qui tombe (2007) de Don DeLillo, prend aussi pour contexte la photographie.